# Quintín Racionero
Quintín Racionero Carmona (Madrid, 7 de diciembre de 1948 - Madrid, 18 de octubre de 2012) fue un filósofo y filólogo clásico español, profesor de Filosofía en la Universidad Complutense de Madrid y posteriormente catedrático de Filosofía de la UNED.

## Biografía
Licenciado en Filosofía por la Universidad Complutense de Madrid en 1972, obtuvo la calificación de sobresaliente cum laude y Premio Extraordinario de carrera. En septiembre de ese mismo año se licenció en Filología clásica en la misma universidad. Comenzó como profesor ayudante de Latín en el Colegio Universitario de Toledo hasta 1973, desde donde se trasladó, desempeñando el mismo puesto, al Colegio Universitario de San Blas, lugar en el que trabajaría hasta 1975. El 1 de octubre de 1975 consiguió la plaza de catedrático de instituto —siendo el más joven que lo había logrado aquel año en España—, arrancando su andadura en el I.B. Alfonso VIII en Cuenca hasta 1976, pasando por el Instituto San Cristóbal de los Ángeles de Madrid hasta 1981 y arribando al Instituto Eijo y Garay de Madrid. Durante este período simultaneó sus funciones docentes con la de Director de Investigación del I.C.E. de la Universidad Autónoma de Madrid (1976-1979).
Fue también durante esta época que se convirtió en profesor adjunto contratado de Historia de la Filosofía (1978-1984) en régimen de compatibilidad administrativa en la Universidad Complutense de Madrid, donde obtuvo en 1980 el título de Doctor en Filosofía, asimismo con la calificación de sobresaliente cum laude y Premio Extraordinario, y allí finalmente llegaría a ser Profesor titular de Filosofía desde 1984 hasta 1990. Durante ese tiempo amplió estudios en la Universidad de París-Sorbona, así como en las de Erlangen y Hannover, y fue profesor invitado en múltiples universidades de Europa y América, designado fellow de la Leibnizforchungstelle de Hannover así como de las universidades de Berkeley, Hebrea de Jerusalén, Berlín y Cambridge.
En 1989 fue cofundador junto a la filósofa Concha Roldán de la Sociedad Leibniz en España impulsada por Albert Heinekamp director del Leibniz Archiv de Hannover.
En 1990 se alzó con la plaza de catedrático de Filosofía en la UNED, desde donde siguió ejerciendo sus labores docentes y de investigación durante los siguientes 22 años. Sus publicaciones se dirigieron en torno a tres grandes áreas de trabajo: una primera dedicada al pensamiento antiguo y medieval, donde destacó su edición, traducción y comentarios de la Retórica de Aristóteles; una segunda relativa a los orígenes de la modernidad y al pensamiento del barroco; y una tercera en que la preocupación fundamental estuvo constituida por el examen del pensamiento contemporáneo.
Tal panorama de estudios, referido escuetamente por él mismo, no se corresponde a una secuenciación cronológica, pues se dan todos a la vez y se complican los unos con los otros, de modo que prácticamente abarcan todo el horizonte histórico de la cultura europea y, por extensión, occidental. No obstante, no comprendía semejante amplio campo de investigaciones como otras tantas calas eruditas en el pasado —erudición que, sin embargo, poseía—, sino que las empleaba en vistas a dar lugar a grandes tesis capaces de suscitar el debate contemporáneo acerca del origen, trayectoria y ulterior rendimiento del pensamiento filosófico en relación con el tiempo que en cada caso le ha tocado habitar. Así, sus inmersiones en estos u otros tramos de la historia de la filosofía iban encaminadas tanto a reabrir la discusión en torno a núcleos temáticos concretos del pasado como a determinar y sopesar las posibilidades que pudieran ofrecer de aplicación de dinámicas teóricas y prácticas para orientar las problemáticas del presente. Su propia posición filosófica, denominada por él mismo pragmática sucia (por contraste con las pragmáticas presuntamente limpias de K.O. Apel o J. Habermas), presupone una teoría de la comunicación —en la línea de la teoría de sistemas—, una teoría de la controversia racional y, como trasfondo último, una ontología (u ontopraxeología, en su lenguaje) pluralista que, conjugadas, pretenden hacerse cargo de la naturaleza activa del uso de la racionalidad en el marco del estado de cosas postmoderno.   
Políglota (además del español nativo, alemán, francés, italiano, inglés, griego y latín) y hombre de archivo, se interesó también especialmente por la historia de la arquitectura y el urbanismo. Gran defensor de las ventajas de la disciplina académica, ello no le impidió erigirse en un formidable comunicador. Se puede decir que, quien le conoce solo por lo publicado, como escribió de sí mismo G.W. Leibniz —precisamente una de sus más duraderas y hondas especialidades—, apenas le conoce.
Tras varios años luchando contra un cáncer, finalmente falleció en Madrid a los 63 años de edad.